# 藏王溫泉

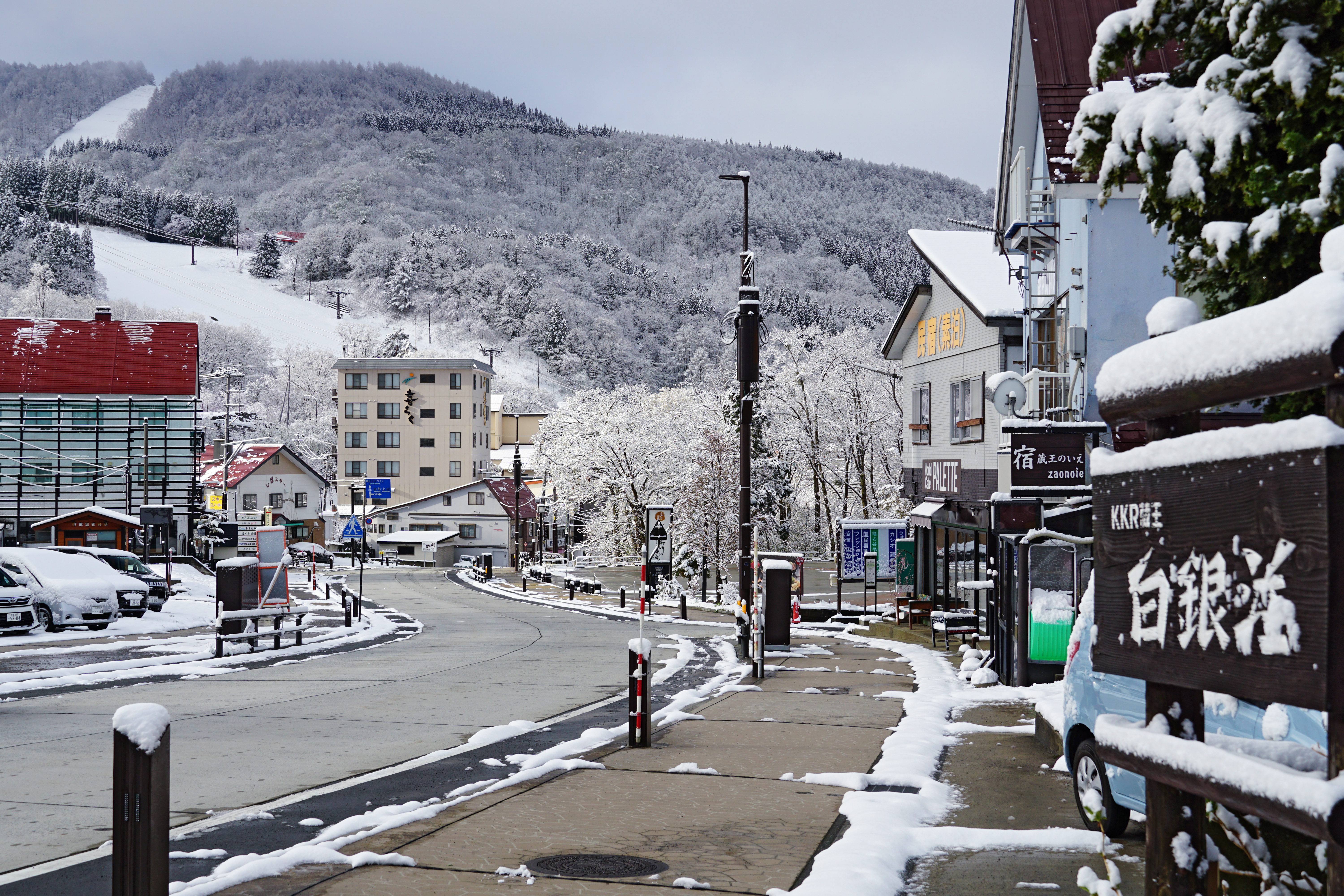
樹氷通

藏王溫泉是位於日本山形縣山形市東南部藏王連峰西麓的溫泉，位置在海拔800公尺的山上。藏王溫泉和山形縣的白布溫泉及福島縣的高湯溫泉並稱為奧羽三高湯。據傳藏王溫泉在110年左右，為跟從日本武尊東征的吉備多賀由所發現。江戶時代以來，就已漸有湯冶場旅遊區的雛形，大正時代已經形成完整旅遊聚落，昭和時代起開發滑雪設施，發展成日本東北地區最大型的山地綜合型度假勝地。溫泉泉質屬於強酸性泉，對皮膚病等有效果。

## 歷史
藏王溫泉，又古稱高湯，可能自前述公元110年時的發現者吉備多賀由（きびのたかゆ）名字所得。14世紀時，山形城主斯波兼賴則曾經發現山內的上野村近處有酸性強烈的溫泉便於治療毒蟲咬傷的傷口。16世紀時，最上義光父子曾在高湯村泡湯，義光打退來訪的盜賊，獲賜「鬼切丸」的名刀。

## 資料來源
1. ↑  . 藏王温泉觀光協會.   [2018年10月8日]. （原始内容存档于2017年8月5日） （日语）.
2. ↑  . 藏王温泉觀光協會.   [2018年10月8日]. （原始内容存档于2020年8月13日） （中文（臺灣））.
3. ↑  . 山形info.com.   [2018年10月8日]. （原始内容存档于2019年12月28日） （中文（臺灣））.
4. ↑  . 山形市觀光協會.   [2018年10月8日]. （原始内容存档于2016年5月29日） （日语）.

38°10′N 140°24′E / 38.17°N 140.4°E